# Placebo
Ein Placebo (von lateinisch placebo „ich werde gefallen“) oder Scheinmedikament ist ein Arzneimittel, das keinen relevanten Arzneistoff enthält und somit auch keine pharmakologische Wirkung hat, die dadurch verursacht werden könnte. Im erweiterten Sinn werden auch andere Heilmittel als Placebos bezeichnet, beispielsweise „Scheinoperationen“.
Placebos dienen als Kontrollsubstanz in der klinischen Forschung. Placebo-Medikamente werden in placebokontrollierten klinischen Studien eingesetzt, um die medizinische/pharmakologische Wirksamkeit verschiedener, jeweils als Verum bezeichneter Verfahren möglichst genau erfassen zu können, idealerweise in randomisierten Doppelblindstudien.
Die Anwendung von Placebos zur Behandlung von Krankheitssymptomen ist insbesondere dann ethisch umstritten, wenn sie nicht auf einer informierten Einwilligung beruht.
Placeboeffekte sind positive Veränderungen des Gesundheitszustandes, die durch eine Behandlung mit Placebo hervorgerufen werden. Im verallgemeinernden Sinn bezeichnet man so auch Wirkungen von Behandlungen, die zwar keine Scheinbehandlungen sind, aber den jeweiligen Effekt letztlich nur auf dem gleichen Weg wie ein Placebo hervorrufen können. Das Gegenstück zum Placeboeffekt ist der Nocebo-Effekt. Dies sind unerwünschte Wirkungen, die bei scheinbaren Schadmitteln auftreten, die keinen Schadstoff enthalten (z. B. elektrosensible Reaktion, auch wenn der Mobilfunksender ausgeschaltet ist).
Die Wirkung von Placebos wird mit psychosozialen Mechanismen erklärt. Auch die teilweise berichtete Wirksamkeit einiger alternativmedizinischer Verfahren wird auf den Placeboeffekt zurückgeführt. Auch bei „herkömmlichen“ Behandlungen sind Wirkungen teilweise mit dem Placeboeffekt erklärbar und teils setzen Ärzte sie sogar gezielt als Placebos ein. Ob und in welchen Anwendungsgebieten es einen Placeboeffekt wirklich gibt, ist jedoch nach wie vor umstritten.

## Etymologie

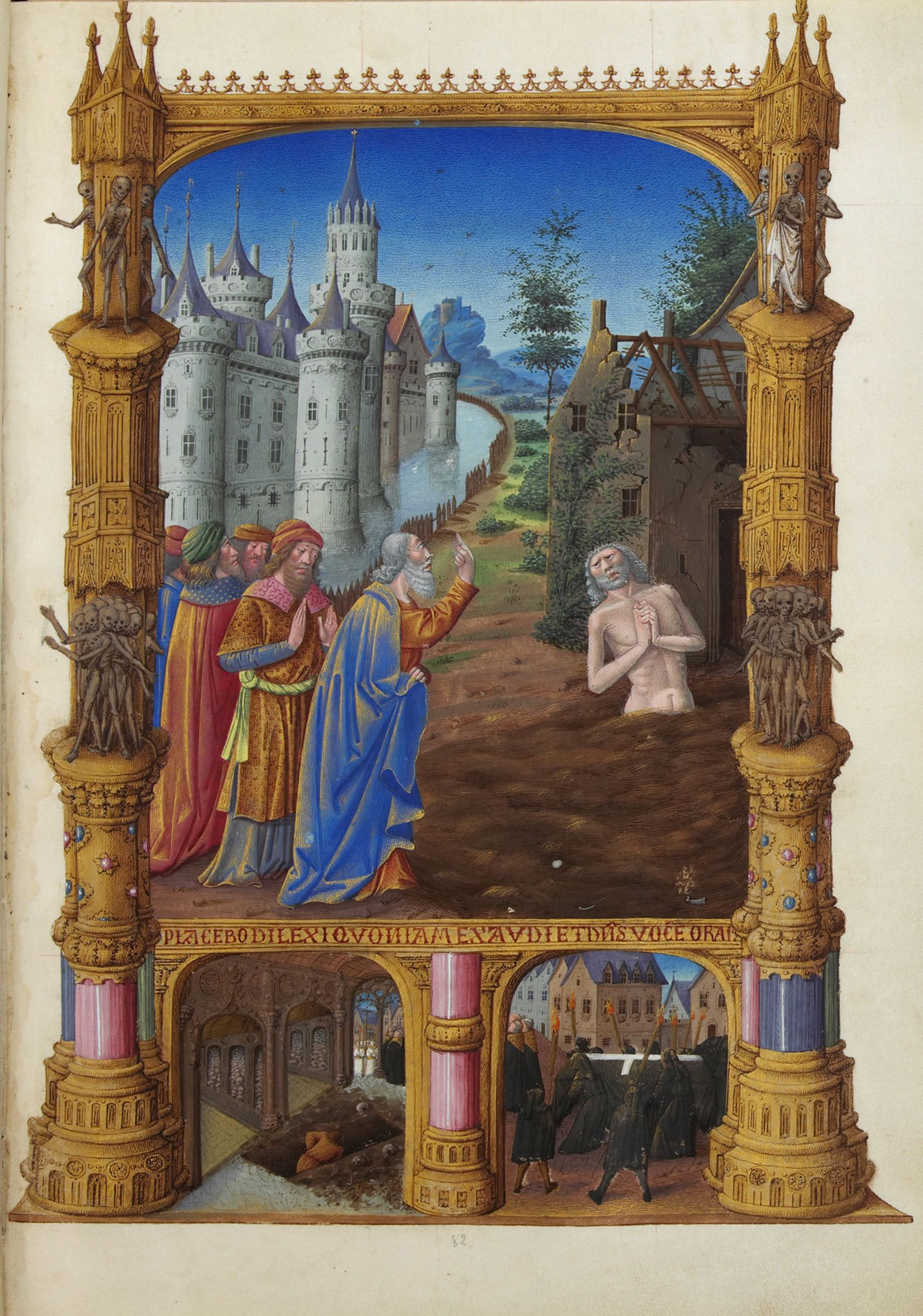
Seite aus den Très Riches Heures zur Totenandacht. Inschrift im Bildrahmen: Placebo, dann folgt Vers 1 aus Psalm 116 bzw. 114.

Der Begriff Placebo entstammt einer freien Übersetzung von Psalm 116 (nach der Zählung in der griechischen Septuaginta und in der lateinischen Vulgata ist es Psalm 114). Vers 9 lautet in Luthers wörtlicher Übersetzung des hebräischen Textes: „Ich werde wandeln vor dem Herrn im Lande der Lebendigen“ (Ps 116,9 ). Dem entspricht die lateinische Übersetzung deambulabo coram Domino in terris viventium (Ps 114,9 ) des Kirchenvaters Hieronymus in der Vulgata.
Im Septuaginta-Psalter, der altgriechischen Übersetzung des Buchs der Psalmen, wurde dagegen das hebräische Verb für „gehen“ oder „wandeln“ nicht wortwörtlich, sondern in übertragener Bedeutung übersetzt. Die deutsche Übersetzung dieser Version lautet: „Ich werde dem Herrn gefallen im Lande der Lebenden.“ Im Psalterium Gallicanum des Hieronymus (einer lateinischen Übersetzung, die von der griechischen Septuaginta ausging) lautet der Vers entsprechend: placebo Domino in regione vivorum.
Mit diesem Placebo-Wortlaut ging der Vers in die lateinische Liturgie ein. Seit dem 13. Jahrhundert war Placebo eine Bezeichnung für die Vesper beim Totenoffizium, so genannt nach dem ersten Wechselgesang (Antiphon) bei der Totenvesper, der mit den Worten Placebo Domino in regione vivorum begann.
Die abschätzige Redensweise „jemandem ein Placebo singen“ beruht wahrscheinlich darauf, dass der Wechselgesang bei der Totenandacht im späten Mittelalter auch von bezahlten Sängern und nicht mehr nur von den Trauernden selbst angestimmt werden konnte. Das Placebo galt somit als etwas Scheinheiliges, eine schmeichlerische und unechte Ersatzleistung.
Im 18. Jahrhundert schließlich wurde Placebo zum Bestandteil des medizinischen Wortschatzes in der gängigen Bedeutung. Die erste lexikalische Definition des Wortes gab George Motherby in A New Medical Dictionary; or, General Repository of Physics (1775).
Im Englischen ist der Begriff placebo effect seit 1900 belegt.

## Definitionen

### Placebo
Nach klassischer Definition ist ein Placebo ein Präparat, welches in einer für Medikamente üblichen Darreichungsform hergestellt wird, jedoch keine arzneilich wirksamen Inhaltsstoffe enthält.
In der Medizin wird zwischen verschiedenen Typen unterschieden:
Echte oder reine PlacebosDamit werden Scheinmedikamente bezeichnet, die nur Zucker oder Stärke enthalten. Auch Hilfsstoffe wie Geschmackskorrigentien oder Farbstoffe können enthalten sein. In diese Kategorie gehören auch spezielle Placebo-Akupunkturnadeln, die nicht durch die Haut stechen, sondern in den Nadelhalter einfahren. Der Nadelhalter bleibt dann auf der Haut kleben.
Aktive PlacebosFür besondere klinische Prüfungen werden aktive Placebos als Kontrolle eingesetzt. Sie haben nicht die Wirkung des Medikaments, sondern ahmen nur dessen Nebenwirkungen nach. Sie kommen zum Einsatz, um bei Versuchsleitern und Probanden den Eindruck zu verstärken, es handele sich beim Prüfpräparat um das Verum, oder um zu verhindern, dass durch Kenntnis der Nebenwirkungen die Untersuchungsbedingung erraten werden könnte („Entblindung“). Ein Beispiel ist die Untersuchung von Gabapentin und Morphin zur Behandlung neuropathischer Schmerzen, wo als aktives Placebo niedrig dosiertes Lorazepam verabreicht wurde: zwar wirkt es nicht schmerzstillend, verfügt aber mit Schläfrigkeit und Schwindel über die gleichen Nebenwirkungen.
PseudoplacebosEs sind Medikamente, die jedoch im konkreten Anwendungsfall nach aktueller wissenschaftlicher Erkenntnis nicht wirken können, weil entweder die verabreichte Dosis zu niedrig ist oder das Wirkungsspektrum keinen spezifischen Einfluss auf die bestehende Krankheit hat. Wiesing bezeichnet alle „wissenschaftlich bemäntelten“ Verfahren, die ohne eine wissenschaftliche Überprüfung vorgeben, wirksam zu sein, als Pseudoplacebos.

### Placeboeffekt, Placeboantwort und Placebowirkung
Placeboeffekte sind alle positiven psychischen und körperlichen Reaktionen, die nicht auf die spezifische Wirksamkeit einer Behandlung zurückzuführen sind, sondern auf den psychosozialen Kontext der Behandlung.
Die Begriffe Placeboeffekt und Placeboantwort (englisch placebo response) werden häufig synonym verwendet. Enck unterscheidet zwischen den Begriffen, indem er „Placeboeffekt“ im Sinne des Placeboeffektes bei klinischen Studien definiert, wo unter dem Begriff alle Faktoren zusammengefasst sind, die neben der spezifischen Wirksamkeit eines untersuchten Medikaments Einfluss auf das Untersuchungsergebnis haben, wie Regression zum Mittelwert, natürlicher Krankheitsverlauf, Spontanremission und schließlich die wahre Placeboantwort. Die Placeboantwort beschreibt danach die individuelle Reaktion auf eine Behandlung, die auf Grund von psychosozialen Faktoren, wie Suggestion / Erwartungshaltung und Konditionierung ausgelöst wird. Ein gut dokumentiertes Beispiel für solche Placeboantworten ist die Genesung von Verhaltensauffälligkeiten oder -störungen durch ein plötzliches (un)erwartetes Ereignis – ein Traum, eine Vision, ein Blitzschlag u. ä. –, das in traditionellen Gesellschaften als „Berufung durch die Geister“ zum Schamanen gedeutet wird.
Mehrere Metaanalysen verschiedener Autoren, die die bestehende Literatur zum Placeboeffekt überprüften, kamen zu dem Schluss, dass die beobachteten Effekte hinsichtlich des Placeboeffektes nicht den strengen wissenschaftlichen Kriterien genügen. Es wurde festgestellt, dass häufig fälschlicherweise die Reaktion, die in der Placebogruppe einer klinischen Studie zu beobachten ist, mit dem Placeboeffekt gleichgesetzt wird. Dabei lassen sich die beobachteten Effekte meist durch Faktoren erklären, die nicht im Zusammenhang mit der Placebogabe stehen. Dazu zählen: der natürliche Krankheitsverlauf, spontane Verbesserungen, Regression zum Mittelwert, zusätzliche Behandlungen und weitere nicht spezifische Effekte.
Einige Autoren benutzen den Begriff „Placebowirkung“ und definieren ihn als Wirkung des Kontextes der Placebogabe. Sie wollen damit hervorheben, dass Placebos selbst keine Wirkung haben, sondern die Ursache Kontextfaktoren bei der Gabe sind.

### Noceboeffekt
Noceboeffekte sind, im Gegensatz zu Placeboeffekten, alle negativen körperlichen Reaktionen, die nicht auf die Wirkungen oder Nebenwirkungen einer Behandlung zurückzuführen sind, sondern auf den psychosozialen Kontext der Behandlung. Von Noceboeffekten zu unterscheiden sind Unverträglichkeitsreaktionen wie Allergien, die durch bestimmte Bestandteile (pharmazeutische Hilfsstoffe) des Placebos verursacht sind.

### Weitere Verwendung des Begriffs
Anfang 2015 wurde nach Forschungen an der positiven Reaktion von Hirnstrukturen auf Produkte, deren Eigenschaften unzutreffend mit lobenden Werbebotschaften oder hochpreisiger Qualität verknüpft worden waren, auch von einem Marketing-Placebo gesprochen.

## Die Geschichte des Placebos
Schon frühzeitig wurden Kranke durch Besprechen behandelt. Entsprechende Texte wurden von Priester-Ärzten im Alten Orient kanonisiert und teilweise aufgezeichnet. Die erste Erwähnung im Abendland findet der Placeboeffekt nicht durch einen Arzt, sondern durch den griechischen Philosophen Platon (427–347 vor Christus). Er war der Meinung, dass Worte durchaus die Kraft haben, Kranke zu heilen. Auch legitimierte er die medizinische Lüge. Demzufolge zog er in Betracht, einem schwer kranken Patienten durch Worte das Gefühl zu geben, dass er gute Heilungschancen habe oder dass seine Krankheit weitaus weniger schlimm sei, als er denke.
Dass dies der damaligen Vorstellung von guter ärztlicher Behandlung widersprach, sieht man an dem Beispiel des Hippokrates (460–377 v. Chr.), einem überragenden Mediziner seiner Zeit. Er begründete die Humoralpathologie, der zufolge der menschliche Körper Säfte enthält, die seinen Gesundheitszustand bestimmen. Als Körpersäfte wurden Blut, Schleim, schwarze und gelbe Galle oder auch Wasser angesehen. Ein weiterer griechischer Arzt namens Galenos von Pergamon (129–200) ordnete den Körpersäften auch Temperamente zu und fügte so eine psychologische Komponente bei. Seit der Antike wurde von ärztlicher Seite immer wieder die Wirkung der Einbildungskraft bei der Heilung beschrieben, ohne dabei aber den Begriff Placebo zu verwenden. Im 14. Jahrhundert taucht der Begriff Placebo zwar in Gedichten auf, bezog sich allerdings auf einen Schmeichler oder Schönredner.
Als Wortschöpfer für den Begriff darf der schottische Arzt und Pharmakologe William Cullen (1710–1790) gelten. Er hat 1772 diesen Begriff in seinen Clinical Lectures von 1772 nachweislich zum ersten Mal verwendet, und zwar im Zusammenhang mit einem Kranken, dem er eine äußerliche Arznei (Senfpulver) verabreichte, von deren spezifischer Wirkung Cullen nicht überzeugt war: Cullen verstand unter „Placebo“ noch keine inerte Substanz, sondern gebrauchte meist niedrig dosierte Arzneien oder Medikamente, die er angesichts der Schwere der Krankheit für unwirksam hielt. Entscheidend war für ihn nicht, was er dem Patienten verschrieb, sondern, dass er überhaupt dem Willen des Kranken nach Arznei entsprach, auch wenn er selbst von der pharmakologischen Wirksamkeit des Arzneimittels nicht überzeugt war. Nur wenige Jahre später setzte der Begründer der Homöopathie, Samuel Hahnemann (1755–1843), Milchzuckerpulver ein, um die Langzeitwirkung von homöopathischen Arzneien zu beobachten.
In einem medizinischen Lexikon erscheint der Begriff zum ersten Mal 1785, und für das Jahr 1811 lassen sich Belege finden, dass er auch in einem ähnlichen Zusammenhang wie in der heutigen Zeit stand. Der erste dokumentierte Versuch, der mit einer Art Placebo kontrolliert wurde, stammt aus dem Jahre 1784, durchgeführt von dem bedeutenden Naturwissenschaftler Benjamin Franklin. Damals behauptete Franz Anton Mesmer, dass es in dem Körper eine Art „Fluid“ gebe, das er aus der Entfernung beeinflussen könne. Der König von Frankreich rief ein Komitee zusammen, welches ihn auf sein Wirken überprüfen sollte. Dieses Komitee, zu dem auch Benjamin Franklin gehörte, führte nun einige Testreihen durch. So ließen sich Frauen in einem Raum mesmerisieren in dem Glauben, der Ausführende sitze hinter einem Vorhang im Nebenzimmer, wobei die Information richtig oder falsch sein konnte. Franklin gelang es, nachzuweisen, dass der Erfolg der Behandlung nur davon abhängt, ob die Frauen glauben, der Mesmerist sei da, und widerlegte damit die der neuen Mode zugesprochene Wirkungsweise.
Die ersten kontrollierten klinischen Versuche mit „inerten“ Substanzen wurden von Ärzten entwickelt, die entweder einen Wirkungsnachweis für die Homöopathie erbringen wollten oder die Absicht hatten, diese neue Heilweise als „Humbug“ zu entlarven. Zum ersten Mal wurden Placebos im heutigen Verständnis wohl 1830 durch einen Doktor Herrmann unter Supervision eines Doktors Gigler in einem Militärkrankenhaus der russischen Stadt Sankt Petersburg systematisch verwendet. Dabei sollte untersucht werden, ob eine homöopathische Behandlung wirkt. Diese Studie verglich nicht nur die damals neue homöopathische Behandlung mit der zeitgenössisch üblichen medizinischen Behandlung, sondern führte außerdem wohl erstmals systematisch eine Nichtbehandlungsgruppe ein, die mit Placebos in Form von Pseudopillen ohne Wirkstoff behandelt wurde. Es zeigte sich, dass die Placebo-Gruppe die besten Erfolge hatte. 1834 führte ein Zeuge dieser Untersuchung und Gegner der Homöopathie, Carl von Seidlitz, in derselben Stadt in einem Marine-Hospital einen einfach verblindeten Vergleich von Homöopathika mit Placebo durch.
1835 publizierte der Theologe und Redakteur George Löhner einen in einem Nürnberger Wirtshaus durchgeführten Test der Wirkung einer homöopathischen Kochsalzlösung an einer Gruppe von 55 freiwilligen, gesunden Probanden; die Initiative dazu ging auf Homöopathiekritiker zurück. Dabei handelt es sich wohl um die erste randomisierte, doppelblinde, placebo-kontrollierte Untersuchung überhaupt. 42 Personen hatten „gar nichts Ungewöhnliches“ bemerkt (19 Kochsalz-Potenz, 23 Wasser als Placebo), neun Personen hatten „etwas Ungewöhnliches“ bemerkt (sechs Kochsalz-Potenz, darunter aber einer, der wusste, dass er die Potenz eingenommen hatte, und drei Wasser). Die überwachende Kommission folgerte, dass die Potenzierung keine Wirkung habe. Es folgten im Verlauf des 19. Jahrhunderts noch weitere placebo-kontrollierte Studien zur Homöopathie.
Viele Ärzte des 19. und 20. Jahrhunderts stellten die Medikamente noch selbst her, daher fiel die Abgabe von Placebos nicht auf. Da noch die durch Platon „legitimierte Lüge der Medizin“ als ethischer Grundsatz galt, hatten sie auch kein Problem damit. Zusätzlich war den Ärzten bewusst, dass man gegen viele Krankheiten keine wirksamen Medikamente besaß. Dies führte manche Ärzte zu der Überzeugung, dass Placebos von der Bildfläche verschwinden würden, sobald man genügend wirksame Heilmittel zur Verfügung habe. Dies war einer der Gründe, warum der Gebrauch von Placebos im Laufe des 20. Jahrhunderts abklang. Ein anderer war der Wandel der ethischen Grundsätze; einen Patienten zu täuschen schien nicht mehr adäquat. Zudem glaubten viele Ärzte, dass Placebos nur dann wirken, wenn sich der Patient seine Schmerzen nur einbildet.
Die erste doppelt verblindete placebokontrollierte Studie nach modernen Kriterien wurde 1907 von W. H. R. Rivers durchgeführt. Trotz solch einzelner Pionierarbeiten dauerte es bis in die Mitte des 20. Jahrhunderts, bis placebo-kontrollierte Studien in der klinischen Forschung zum Standard wurden. Das hing auch mit einer fehlenden Methodenlehre zusammen. Erst 1932 wurde diese von dem Bonner Kliniker Paul Martini (1889–1964) vorgelegt. Fast zur gleichen Zeit wuchs auch in England und in den USA das Verständnis dafür, den Faktor Suggestion in klinischen Studien nach Möglichkeit mittels Verblindung zu neutralisieren. Erst in den 1970er Jahren jedoch wurden nach der Empfehlung der Food and Drug Administration doppelblinde, randomisierte, placebokontrollierte Studien zum Standard in wissenschaftlichen Untersuchungen zur Wirksamkeit von Medikamenten.
Im Jahre 1955 erschien im Journal of the American Medical Association ein Aufsatz des Anästhesisten Henry Knowles Beecher (1904–1976) mit dem Titel „The Powerful Placebo“. Beecher wertete darin 15 verschiedene Placebo-Studien zur Behandlung von Kopfschmerzen, Übelkeit oder Schmerzen nach Operationen aus und kam zu dem Ergebnis, dass von den insgesamt 1082 Patientinnen und Patienten, die an diesen Studien teilnahmen, durchschnittlich 35 % auf Placebos ansprachen – ein Prozentsatz, der danach häufig zitiert wurde. Zum ersten Mal war damit der Placeboeffekt quantifiziert und auf relativ breiter Basis wissenschaftlich dokumentiert worden. In deutschsprachigen Publikationen taucht die Bezeichnung „Placebo“ im Zusammenhang mit kontrollierten klinischen Studien erstmals Ende der 1950er Jahre auf.
Ende der 1970er Jahre kam ein weiteres Thema in der Placeboforschung hinzu, nachdem man die Endorphine entdeckt hatte. Eine amerikanische Forschergruppe wies nach, dass es möglich war, mit Placebos eine Endorphin-Ausschüttung zu erreichen und damit Schmerzrezeptoren auszuschalten. Damit war man überzeugt, einem Wirkmechanismus des Placeboeffekts auf die Spur gekommen zu sein. Fast zur gleichen Zeit experimentierten Robert Ader und Nicholas Cohen mit einem Stamm von Mäusen, die aufgrund einer Überreaktion des Immunsystems spontan erkrankten, die üblicherweise mit einem immunsuppressiven Medikament behandelt wird. Die beiden Forscher konnten zeigen, dass sich durch Konditionierung das Verum durch Zuckerwasser ersetzen ließ. Damit war klar, dass der Placeboeffekt offenbar nicht auf ein besonderes, zwischenmenschliches Interaktionsverhältnis reduziert werden kann.
Zu Beginn der 1980er Jahre kam es zu einer weiteren Entwicklung: 1983 schlug der US-amerikanische Anthropologe Daniel E. Moerman von der Michigan University vor, den Begriff des „Placeboeffekts“ durch meaning response („Reaktion auf Bedeutung“) zu ersetzen.
Dass Placebos noch ein schlechtes Ansehen haben, liegt zum Teil an der Wirkungsweise, die man lange Zeit nur mit Hilfe psychischer Faktoren erklären konnte. Trotzdem haben anonyme Umfragen bei Ärzten und Pflegern ergeben, dass ein großer Teil von ihnen Placeboeffekte bereits bewusst eingesetzt hat. Es gibt Schätzungen, dass die Wirkung von Arzneimitteln zu 20 % bis 80 % durch Placeboeffekte entsteht.

## Einsatz

### Forschung
Placebos werden in der Forschung eingesetzt. Durch placebokontrollierte, doppelblinde, randomisierte Studien wird die therapeutische Wirksamkeit von Medikamenten genau untersucht. Ein Teil der Probanden erhält das zu testende Medikament (Verum), während die Kontrollgruppe ein (optisch, geschmacklich und im Bedarfsfall mit den Nebenwirkungen des Verums) identisches Placebo erhält. Eine Differenz zwischen den gemessenen Wirkungen in beiden Gruppen zu Gunsten des Verums kann so als dessen Wirksamkeit angesehen werden. Dieser Effekt des Verums kann größer oder kleiner als der Placeboeffekt sein. Die in wissenschaftlichen Studien gefundene und für das Verum sprechende statistische Signifikanz der Wirkung (die in diesem Zusammenhang unbedingt von der Relevanz der Wirkung des Verums zu unterscheiden ist) ist eine der wichtigsten Voraussetzungen für die Zulassung eines Medikamentes durch die zuständigen Gesundheitsbehörden.
- Doppelblind sind die Studien, bei denen weder der Arzt noch die Patienten wissen, ob Placebo oder Verum verabreicht wurde. Dadurch wird eine Beeinflussung des Ergebnisses ausgeschlossen. Der doppeltblinde Ansatz kann die Führung von Studien, in denen das Verum nicht in einer leicht in ein Placebo überführbaren Form vorliegt, vor große Herausforderungen stellen. Deren Ausführung kann dann möglicherweise nur unvollkommen realisiert werden.
- Randomisiert heißt, dass die Kontrollgruppe durch den Zufall, beispielsweise durch das Ziehen von Losen, bestimmt wird. Damit wird vermieden, dass Faktoren wie das Stadium der Krankheit unbewusst einbezogen werden.

### Placebotherapie
Der Placeboeffekt hat einen mehr oder weniger großen Anteil an jedem Behandlungserfolg. Auch reine oder ergänzende Placebotherapien werden nicht selten in der klinischen Praxis angewendet. Die Gabe von Placebos zur Behandlung von Beschwerden ist ethisch umstritten. Besonders in der Schmerztherapie können Placeboeffekte die Behandlung stark positiv unterstützen.
Wie wirksam Placeboeffekte bei bestimmten Symptomen sein können, zeigt eine Studie an Patienten mit Reizdarmsyndrom, die drei verschieden intensive Placebobehandlungen erhielten. Die erste Gruppe wurde nur untersucht, die zweite erhielt eine Scheinakupunktur und die letzte Scheinakupunktur in Verbindung mit empathischen, aufmerksamen, vertrauensvollen Gesprächen. In der Gruppe mit Scheinakupunktur besserte sich die Symptomatik signifikant gegenüber der unbehandelten Gruppe und in der Gruppe mit Scheinakupunktur und zusätzlichen Gesprächen war die Besserung der Symptomatik noch einmal signifikant größer als in der Gruppe, die nur mit Scheinakupunktur behandelt wurde.
Der Placeboforscher Bertrand Graz hält die Korrelation zwischen der positiven Erwartungshaltung des Arztes und dem Heilerfolg einer Behandlung für so bedeutsam, dass er für diesen Wirkungsfaktor eine neue Bezeichnung curabo effect (curabo: lat. „ich werde heilen“) anstelle von Placebo (lat. „ich werde gefallen“) vorschlägt.
Der Placeboeffekt ist nach Ansicht einer Anzahl von Wissenschaftlern nicht mit einer Spontanheilung gleichzusetzen, auch wenn vermutet wird, dass bei beiden ähnliche biochemische Prozesse zu beobachten sind. Bei einer Spontanheilung beseitigt der Körper die Krankheit ohne wissentliche Hilfe von außen. Beim Placeboeffekt hingegen werde der Körper durch äußere Einflüsse angeregt, die eine verstärkende Wirkung auf die Heilung haben sollen. Dieser These steht die entgegengesetzte Meinung entgegen, laut der der Placeboeffekt ausschließlich auf Spontanremission, natürlicher Fluktuation der Symptome und subjektive Beeinflussung der Ergebnisse seitens der Ärzte und Patienten zurückzuführen ist (siehe unten).

### Weitere Anwendungsgebiete
Ein weiteres Anwendungsgebiet in der klinischen Praxis ist die Aufrechterhaltung der Einnahmegewohnheiten bei einem Wirkstoff, der mit Unterbrechungen verabreicht wird (typisches Beispiel ist die Antibabypille, bei der eine Woche pro Zyklus der Wirkstoff ausgesetzt wird).

## Auslöser von Placeboeffekten
Der Placebo-Effekt greift nicht bei jedem Patienten. Einer Studie zufolge sprechen 35 % der Menschen auf die Wirkung einer Placebo-Behandlung an. Dabei spielen weniger die Persönlichkeit, sondern eher psychische Faktoren eine Rolle, die somatische Veränderungen bewirken. Placeboeffekte können durch das Hervorrufen von Erwartungshaltungen oder durch einen konditionierten Reiz ausgelöst werden. Die ausgelösten neuronalen Aktivierungen im Gehirn können den Stoffwechsel beeinflussen und dadurch körperliche Reaktionen bewirken.

### Erwartungshaltung
Die positive Erwartungshaltung gegenüber einer Behandlung wird von vielen Placeboforschern als wichtigste Voraussetzung für das Auftreten eines Placeboeffektes betrachtet. Die Erwartungshaltung gegenüber der Wirksamkeit einer Behandlung hängt von vielen Faktoren ab. Dazu gehören individuell grundsätzliche Einstellungen zu bestimmten Behandlungsmethoden oder Behandlern, generelle Meinungen über die Wirksamkeit und Unwirksamkeit von Behandlungsmethoden oder über die Heilbarkeit einer Krankheit. Zu den Faktoren, die die Erwartungshaltung beeinflussen, gehören auch das Verhalten, der berufliche Status oder der gute Ruf des Behandlers. Ein Behandler, der sich für den Patienten Zeit nimmt, empathisch auf den Patienten eingeht und sich von seiner Behandlung überzeugt zeigt, stärkt die Erwartungshaltung des Patienten.
Des Weiteren haben Behandlungsmodalitäten Einfluss auf die Erwartungshaltung. Invasive Maßnahmen wie Injektionen oder operative Eingriffe wecken eine größere Erwartungshaltung als die orale Verabreichung von Medikamenten, beziehungsweise Placebos. Experimentell konnte 2008 nachgewiesen werden, dass allein der angegebene Preis eines Scheinpräparates die Placebowirkung beeinflusste. Ein angegebener hoher Preis bewirkte dabei einen stärkeren Placeboeffekt als ein geringerer Preis. Erwiesen ist auch, dass Farbe, Größe und Form oral eingenommener Präparate einen Einfluss haben können.
Eine 1970 publizierte Studie mit Asthmapatienten zeigte auf, wie die Erwartungshaltung von Patienten die Wirkung von Medikamenten beeinflussen kann: In einer Doppelblindstudie wurden 20 Asthmatikern zwei bronchoaktive Substanzen, das bronchienerweiternde (bronchodilatierende) Isoproterenol und das bronchienverengenden (bronchokonstriktorische) Carbachol, durch Inhalation verabreicht. Jedes Medikament wurde unter zwei Bedingungen gegeben: in einem Fall wurde dem Probanden mitgeteilt, dass das Medikament ein Bronchodilatator sei; im anderen Fall wurde ihm gesagt, es sei ein Bronchokonstriktor. Die Wirkung wurde über plethysmographische Messung des Atemwegswiderstands und des thorakalen Gasvolumens (Lungenvolumen) beurteilt. Die bronchodilatatorische Wirkung von Isoproterenol war größer, wenn dem Probanden mitgeteilt wurde, dass es ein Bronchodilatator sei, als wenn ihm mitgeteilt wurde, dass es sich um einen Bronchokonstriktor handelte. In ähnlicher Weise war die bronchokonstriktorische Wirkung von Carbachol größer, wenn dem Probanden mitgeteilt wurde, dass es sich um einen Bronchokonstriktor handelte, als wenn ihm mitgeteilt wurde, dass es sich um einen Bronchodilatator handelte. Eine Folgestudie, die ebenfalls untersuchte, inwieweit die Erwartungshaltung die Lungenfunktion beeinflusst, konnte diese Ergebnisse jedoch nicht bestätigen.
Entblindete Blindstudien sind allerdings von zweifelhaftem Wert und entblindete Probanden neigen dazu, das Ergebnis durch vorurteilbehaftetes Handeln massiv zu verfälschen.
Auch weitere aktuellere Studien, die den Placeboeffekt bei Asthmapatienten untersuchten, kommen zu dem Ergebnis, dass weder die Placebogabe noch die Erwartungshaltung die Lungenfunktion beeinflusst. Entsprechend dem deutlich höheren wissenschaftlichen Standard verfügen diese Studien über eine zusätzliche Kontrollgruppe von unbehandelten Patienten. Bei allen Studien waren die Ergebnisse einheitlich: Die Placebogabe konnte lediglich die von den Patienten selbst geäußerten subjektiven Parameter positiv beeinflussen, jedoch nicht die objektiven Parameter. Eine Verbesserung der Lungenfunktion konnte ausschließlich durch die verwendeten Medikamente erreicht werden.

### Konditionierung
Die klassische Konditionierung ist eine meist unbewusst erlernte Reaktion auf einen Reiz, wodurch dieser Faktor die Wirkung von Placebos ohne das Wissen des Probanden entscheidend beeinflusst.
Amanzio und Benedetti konnten in einer komplexen Versuchsreihe detailliert nachweisen, dass ein schmerzreduzierender Placeboeffekt sowohl durch eine kognitiv induzierte Erwartungshaltung als auch durch klassische Konditionierung ausgelöst werden kann.
Die klassische Konditionierung besagt, dass dem natürlichen, meist angeborenen Reflex, ein neuer, bedingter Reflex hinzugefügt werden kann. Gegeben sei ein unkonditionierter Reiz (US), der als Reflex eine unkonditionierte Reaktion (UR) auslöst. Bietet man nun vor dem US mehrfach einen bislang neutralen Reiz (NS) dar, so wird Letzterer zum konditionierten Reiz (CS). Er löst nun ebenfalls eine Reflexreaktion (die konditionierte Reaktion CR) aus, die der unkonditionierten Reaktion UR meist sehr ähnlich ist.
Die Placebo-Konditionierung wurde im Tierversuch von Manfred Schedlowski an Ratten nachgewiesen. Hierzu erhielten herztransplantierte Ratten im ersten Schritt eine Süßstoff-Lösung (Saccharin) in Verbindung mit dem Medikament Cyclosporin A, welches immunsuppressiv wirkt. Eine Kontrollgruppe erhielt das Medikament in Verbindung mit normalem Wasser, welches keine konditionierende Wirkung auf die Ratten hat. Drei Tage nach der Operation wurde das Medikament abgesetzt. Die Wirkung hielt aber bei den konditionierten Ratten an.
Nach einer neueren Untersuchung sind diese Ergebnisse auch auf den Menschen übertragbar. In dieser Untersuchung wurde das Saccharin der Ratten durch ein grünes Getränk mit Lavendelgeruch und Erdbeergeschmack ersetzt. Die Probanden bekamen in einem doppelblinden-placebokontrollierten Studiendesign in der ersten Versuchswoche das Immunsuppressivum Cyclosporin A zusammen mit diesem Getränk. In der zweiten Versuchswoche wurde das Getränk zusammen mit Placebokapseln verabreicht. Es konnte ähnlich wie bei der spezifischen Cyclosporin A-Wirkung eine deutlich supprimierte Synthese der relevanten Zytokine, Interleukin-2 und Interferon, festgestellt werden.

### Placeboeffekt invasiver Maßnahmen
Nicht nur Medikamente, auch Operationen weisen einen Placeboeffekt auf. In einem Experiment in Houston in Texas wurden 120 Patienten mit Knie-Arthrose operiert, 60 erhielten oberflächliche Schnitte auf der Haut. Nach zwei Jahren waren 90 Prozent der Patienten beider Gruppen mit der Operation zufrieden. Einziger Unterschied war, dass die Nicht-Operierten weniger Schmerzen verspürten als ihre Kontrollgruppe. Ob dies jedoch auf die aktive Wirkung einer Placebooperation hindeutet, oder vielmehr von negativen Auswirkungen durch die tatsächliche Operation ausgegangen werden muss, ist umstritten.
Ein ähnliches Experiment wurde auch in einer niederländischen Klinik durchgeführt. Bei 200 Patienten wurde eine Bauchspiegelung durchgeführt, per Los wurde dann entschieden, ob die Operation durchgeführt wird oder nicht. Danach wurden die Patienten ein Jahr lang beobachtet, beide Gruppen unterschieden sich kaum. Abermals muss jedoch bei kritischer Sicht der Einwand erhoben werden, dass es sich bei der Operation schlicht um eine wirkungslose Behandlung handeln könnte.
Prospektive, kontrollierte, verblindete klinische Studien gelten als der Goldstandard für evidenzbasierte Medizin und sind Grundlage der von wissenschaftlichen Fachgesellschaften erarbeiteten Leitlinien, welche die Versorgung von Patienten verbessern oder eine optimale Therapie sicherstellen sollen. Auch in der Chirurgie sollte durch klinische Studien belegt werden, ob ein neues Verfahren sicher und wirksam ist. Weltweit gebe es nur etwa zwanzig klinische Studien in der Chirurgie, bei denen Patienten aus Kontrollgruppen eine Scheinbehandlung erhalten hätten. Dafür, dass placebokontrollierte Studien in der Chirurgie aussagekräftig sein können, gab es in der Vergangenheit Belege. Als klassisches Beispiel gilt eine Untersuchung aus dem Jahr 1959: Bei Patienten mit Angina Pectoris nahmen Ärzte entweder linksseitig eine Ligatur der Brustwandarterie vor oder unterbanden den Blutfluss nur zum Schein. Die Symptome verbesserten sich bei 80 Prozent der Patienten, und zwar sowohl in der Verum- wie in der Placebo-Gruppe. Auch die Effekte der transmyokardialen Laserrevaskularisation bei Patienten mit therapierefraktärer koronarer Ischämie gehen offenbar auf einen Placeboeffekt zurück, wie eine Studie aus dem Jahr 2000 ergeben hat. Auch beim Einsatz von Stents bei stabiler Angina wurde in einer randomisierten doppelt-verblindeten, placebokontrollierten Studie ein Placeboeffekt hinsichtlich der Linderung von Beschwerden festgestellt.
Ein gutes Beispiel für den Placeboeffekt ist Einsatz von Botulinumtoxin bei chronischen Spannungskopfschmerzen. Hier war die Ansprechrate 70 %, allerdings war sie für die Injektion von Botulinumtoxin in Nacken- und Kopfmuskeln genau so hoch wie bei der Injektion von isotonischer Kochsalzlösung. Auch dies ist wiederum ein Beispiel dafür, dass invasive Verfahren einen deutlich höheren Placeboeffekt haben als medikamentöse Therapien. Ähnliche Ergebnisse erbrachte auch eine von Relja u. a. durchgeführte Studie an 495 Migräne-Patienten.
Wissenschaftler der Universität Oxford gingen in einer aktuellen Metaanalyse (Dezember 2016) der Frage nach, wie groß der Placeboeffekt bei chirurgischen Interventionen ist. Mittels Datenbankrecherche wurden 88 kontrollierte Studien identifiziert, von denen sich 47 für weitere statistische Analysen eigneten. Untersucht wurde, inwieweit die Scheinbehandlung einen positiven Effekt auf die Patienten hat. Wenn zur Analyse subjektive Parameter verwendet werden, war ein starker Placeboeffekt zu beobachten. Wurden jedoch objektive Kriterien zur Kontrolle des Behandlungserfolges herangezogen, ergab sich ein anderes Bild: Bei den Studien, die objektive Kriterien erfassten, konnte kein statistischer Hinweis auf die Wirksamkeit einer Scheinintervention gefunden werden.

### Effekt bei offener Placebo-Behandlung
Es bestehen Hinweise, dass auch eine offene Placebobehandlung (engl. open-label placebo therapy oder nonblind placebo therapy), die unter vollständiger Information der Patienten und bewusster Einwilligung des Patienten stattfindet, wirksam sein könnte. In der 2010 veröffentlichten Studie wurden die 80 Teilnehmenden, am Reizdarmsyndrom Erkrankten, zuvor ausführlich über den Placebo-Effekt aufgeklärt, und es wurden mögliche positive Wirkungen von Placebos genannt. Als Hypothese für einen möglichen Wirkmechanismus nannte einer der Autoren der Studie, der Psychologe Irving Kirsch, eine Aktivierung der Selbstheilungskräfte des Patienten als Form der Selbstregulation.

### Placeboeffekte bei Tieren
Placebowirkungen sind auch bei Tieren bekannt und Forschungsgegenstand. Neben dem erwähnten Rattenexperiment zur Immunsuppression wurde Konditionierung in Bezug auf Morphine (bereits von Pawlow) und Insulin gezeigt. Ob ein Erwartungsmodell auf Tiere übertragbar ist, wurde bisher nicht empirisch untersucht. Konditionierung wie Erwartungen beruhen auf Erfahrung und Lernen. Somit sind diese beiden plausiblen Erklärungsansätze beschränkt auf wiederholte Behandlungen mit deutlicher Besserung. Dies ist jedoch in der Praxis – etwa bei alternativen Therapien wie Akupunktur, pflanzlichen Mitteln oder Homöopathie – selten der Fall. In randomisierten klinischen Studien kann Wiederholung kontrolliert werden. Somit ist es möglich, die Faktoren Konditionierung und Erwartung auszuschließen, und Tierstudien können aussagekräftiger als Studien mit menschlichen Probanden sein, um eventuelle spezifische Wirkungen alternativer Therapien von Placeboeffekten abzugrenzen. Außerdem kommt die Placebogruppe allgemein einer Situation ohne Behandlung, einer natürlichen Heilung, nahe.
Während die Rolle von Opioiden (siehe unten) für Placebophänomene bei Tieren unbekannt ist, gibt es viele Studien zur Wirkung menschlichen Kontakts auf den physiologischen Zustand und die Gesundheit von Tieren. Insofern sie Sympathie und Empathie entwickeln können, kann möglicherweise die Haltung zum Therapeuten (beziehungsweise Besitzer) – wie beim Menschen nachgewiesen – das Ergebnis der Behandlung beeinflussen. Eine derartige Placebo-by-Proxy-Wirkung ist laut dem Placebo-Forscher Paul Enck insbesondere in der Pferdehaltung zu beobachten.

### Einfließende Effekte
Einige frühere Studien befassten sich mit äußerlichen Aspekten von Tabletten und Kapseln. Sie zeigten, dass die Wahrnehmung der Tabletten von deren Farbe beeinflusst wird. Es konnte jedoch in der klinischen Studie kein statistisch signifikanter Effekt gezeigt werden. Ebenso zeigten Studien, dass Kapseln wirksamer empfunden werden als Tabletten. Auch die Anzahl der Tabletten beeinflusst die Wahrnehmung der Tablettenstärke. Zusätzlich können auch der Markenname und die Symbolik eine Rolle spielen. Placeboeffekte sind in der Analgesie offenbar umso ausgeprägter, je mehr die schmerzlindernde Wirkung einer Substanz bekannt wird. Injektionen rufen einen stärkeren Placeboeffekt hervor als oral aufgenommene Medikamente. Noch stärkere Placeboeffekte können mit Operationen erzielt werden. In einer Arthroskopiestudie am Knie waren keine Unterschiede in der Schmerzverbesserung zwischen Patienten auszumachen, die wirklich operiert wurden, und jenen, die nur Schnitte und Nähte bekamen. Bei beiden Gruppen war jedoch eine signifikante Schmerzreduktion zu verzeichnen.
Die Erwartung an ein Medikament kann auch durch die persönliche Vorgeschichte mit Ärzten oder deren Interaktionsstil beeinflusst werden. So teilte eine Studie Patienten mit gleichen Symptomen zufällig in verschiedene Gruppen. Einer Gruppe wurde eine solide Diagnose gegeben und baldige Besserung versprochen, den Patienten der anderen Gruppe wurde erzählt, man wisse nicht, welche Erkrankung sie hätten. Den Patienten der Gruppe, die eine spezifische Diagnose erhielt und der Besserung versprochen wurde, ging es tatsächlich öfter besser als den Patienten in der Gruppe ohne Diagnose.
Werden durch den Arzt zu viele negative Details über ein Medikament benannt, kann dies zu einem Noceboeffekt führen.

## Wirkmechanismen von Placeboeffekten
Die genauen Wirkmechanismen der Placeboeffekte sind noch nicht ausreichend erforscht. Viel zum Verständnis des Placebo-Phänomens konnte vor allem die neurobiologische Forschung seit den 1990er Jahren beitragen. Am häufigsten sind Placeboeffekte im Bereich Schmerz und Analgetika neurobiologisch untersucht worden. Auch ihre Wirkmechanismen in den Bereichen Immunsystem, Depressionen und Bewegungsstörungen (Parkinson-Krankheit) wurden erfolgreich erforscht.

### Schmerz
Seit Jahrhunderten gehören Opioide zu den meistverwendeten Schmerzmitteln. Opioide binden an Opioid-Rezeptoren, die auf Zellen in verschiedenen Bereichen des Nervensystems vorkommen. Durch die Bindung wird die Schmerzwahrnehmung im Gehirn, z. T. auch die Schmerzweiterleitung zum Gehirn, reduziert.
Opioide wirken als Schmerzmittel, weil sie eine ähnliche Struktur haben wie die körpereigenen Opioide, die Endorphine, und deshalb an die entsprechenden Rezeptoren binden. Bei der genaueren Erforschung der Endorphine ergab sich ein Problem: Moleküle, die sich im Hirn befinden, gelangen schwerer in den Blutkreislauf des Körpers (Blut-Hirn-Schranke). So konnte man auf normalem Wege – Blutabnahme und anschließende Analyse – keine korrekten Aussagen über den Endorphingehalt des Körpers machen. Eine Studie mit Naloxon, einem Stoff, der die Rezeptoren für Endorphine vorübergehend blockiert, schien zu zeigen, dass positive Placeboeffekte durch die Gabe von Naloxon aufgehoben werden können. Man dachte nun, man habe die Wirkung des Placeboeffekts gefunden. Da Placebos aber nicht nur gegen Schmerzen helfen, ist dies nur eine unzureichende Erklärung. Später stellte sich zudem heraus, dass Naloxon Schmerzen verursachen kann, ohne die Endorphine zu beeinflussen. Inzwischen hat man herausgefunden, dass es mindestens fünf verschiedene Arten von Endorphinen und drei verschiedene Endorphinrezeptorarten gibt.
Somit kann man mit dieser Theorie die Wirkung von Placebos nicht in vollem Umfang erklären. Es ist dennoch wahrscheinlich, dass bei der Schmerzlinderung durch Placebos die Endorphine beteiligt sind. In der jüngeren Literatur mehren sich zudem Hinweise darauf, dass die Reduktion negativer Emotionen bei der schmerzlindernden Wirkung von Placebos eine Rolle spielt.
In einer neueren Untersuchung konnte mittels Magnetresonanztomographie nachgewiesen werden, dass ein Scheinanalgetikum eine Hemmung der Aktivität von im Rückenmark befindlichen Neuronen, die auf die Verarbeitung von Schmerzreizen spezialisiert sind (Nozizeptoren), bewirken kann. Danach sei nachgewiesen, dass psychische Faktoren nicht nur die subjektive Schmerzempfindung verringern können, sondern auch messbare Effekte auf schmerzrelevante Neuronenaktivitäten schon auf der ersten Stufe der Schmerzverarbeitung im Zentralnervensystem bewirken können.

### Stress und Immunsystem
Der menschliche Körper reagiert sehr sensibel auf Stress. Häufig leiden Menschen, die starkem beruflichen Stress ausgesetzt sind, unter Kopfschmerzen oder Bluthochdruck.
Verschiedene Gehirnbereiche wie Amygdala (Mandelkern, zuständig für die emotionale Färbung von Erlebnissen) oder der Hippocampus (zuständig für die Überführung von Informationen von dem Kurz- in das Langzeitgedächtnis) reagieren auf emotionale Veränderungen. Sie sind mit der Großhirnrinde, dem Denk- und Schaltzentrum des Gehirns, verbunden. Diese ist wiederum mit dem Hypothalamus verbunden. Der Hypothalamus liegt außerhalb der Blut-Gehirn-Barriere (siehe oben). Somit kann er durch chemische Substanzen im Blutkreislauf beeinflusst werden. Wenn der Körper unter Stress steht, wird hier mehr corticotropinfreisetzendes Hormon (CRH) produziert. Das CRH bewegt sich zur naheliegenden Hypophyse, der Hirnanhangdrüse. Die Hypophyse produziert, angeregt vom CRH, das adrenocorticotrope Hormon (ACTH). Das ACTH gelangt über den Blutkreislauf zur Nebennierendrüse. Im äußeren Bereich wird daraufhin das Steroid Kortisol gebildet. Kortisol erhöht unter anderem den Blutzuckerspiegel und reduziert die Immunreaktionen. In einem anderen Bereich werden mehr Katecholamine gebildet, die eine starke Wirkung auf das Herz und die Blutgefäße haben.
Kurzzeitig ist der menschliche Körper jetzt auf eine Gefahrensituation vorbereitet. Die Aufmerksamkeit ist erhöht, ebenso wie Puls und Blutdruck, während im Moment unnötige Funktionen wie Verdauung zurückgestellt werden. Der hohe Kortisolspiegel sorgt dafür, dass mehr Zucker im Blut zur schnellen Verbrennung bereitsteht. Langfristig ist dieser Zustand jedoch Ursache von Schmerzen im unteren Rückenbereich und von Spannungskopfschmerzen. Nun kann man bei Studien die Kortisol- und Katecholaminspiegel durch einfache Blutabnahmen messen, um zu sehen, ob sie sich durch die Einnahme von Placebo senken.
Eine Reihe älterer Studien zeigt, dass Placebos am besten bei Menschen wirken, die mit ein wenig Angst zum Arzt kommen. Wenn die Kortisol- und Katecholaminspiegel als Stressindikator am Anfang sehr niedrig wären, könnte man keine Absenkung erreichen, und wenn sie sehr hoch wären, würde die Absenkung vielleicht nicht reichen, um klare Ergebnisse zu erhalten. Bei dieser Theorie glaubt man, dass der Placeboeffekt besonders durch Stressreduktion wirkt.

## Ethische Aspekte bei der Gabe von Placebos

### Bei der Behandlung von Krankheiten
Placebos dürfen bei der Behandlung von Beschwerden aus rechtlichen und ethischen Gründen nur mit bewusstem Einverständnis des Patienten eingesetzt werden. Andererseits zeigen Placebos nach einer vollständigen Information des Patienten nur noch geringe oder keine Effekte mehr. Diese widersprüchlichen Fakten führten in der Vergangenheit immer wieder zu Diskussionen, inwieweit eine Umgehung der rechtlichen Bestimmungen und ethischen Grundsätze zum Wohle des Patienten vertretbar ist, zum Beispiel wenn befürchtet werden muss, dass eine verlängerte Schmerzmittelgabe zu Überdosierung führen könnte. In Umfragen geben bis zu 50 % von befragten Ärzten an, zumindest manchmal unwirksame oder wenig wirksame Medikamente eingesetzt zu haben.

### In klinischen Studien
Die Generalversammlung des Weltärztebundes (World Medical Association, WMA) in Seoul 2008 fordert in einer revidierten Fassung der Deklaration von Helsinki aus ethischen Gründen einen eingeschränkteren Einsatz von Placebos in klinischen Studien.
Der Einsatz von Placebos ist danach nur dann vertretbar, wenn es keine andere wirksame Behandlung gibt. Ausnahmen sind dann zugelassen, wenn es zwingende und wissenschaftlich schlüssige methodologische Gründe gibt und wenn schwere oder irreversible Schädigungen der Patienten ausgeschlossen sind. In einer zweiten Änderung der Deklaration fordert der Weltärztebund, dass die Patienten nicht nur über die Studienergebnisse informiert werden müssen, sondern auch die untersuchte Behandlung bekommen müssen, wenn sie gegenüber einer anderen Behandlung Vorteile bringt.

## Klinische Relevanz
Um die Wirksamkeit von Medikamenten zu untersuchen, werden placebokontrollierte, doppelblinde, randomisierte Studien durchgeführt. Dabei wird häufig beobachtet, dass sich auch der Zustand der Patienten in der Placebogruppe verbessert. Dies führte zu der weitverbreiteten Annahme, dass Placebos selbst eine starke Wirksamkeit besitzen.
Mehrere Metaanalysen verschiedener Autoren, die die bestehende Literatur zum Placeboeffekt überprüften, kamen jedoch zu dem Schluss, dass die beobachteten Effekte hinsichtlich des Placeboeffektes nicht den strengen wissenschaftlichen Kriterien genügen. Es wurde festgestellt, dass häufig fälschlicherweise die Reaktion, die in der Placebogruppe einer klinischen Studie zu beobachten ist, mit dem Placeboeffekt gleichgesetzt wird. Dabei lassen sich die beobachteten Effekte meist durch Faktoren erklären, die nicht im Zusammenhang mit der Placebogabe stehen. Dazu zählen: Der natürliche Krankheitsverlauf, spontane Verbesserungen, Regression zum Mittelwert, zusätzliche Behandlungen und weitere nicht spezifische Effekte.
Um nun zu überprüfen, ob Placebos selbst eine starke Wirksamkeit besitzen, müssen diese Faktoren berücksichtigt werden. Daher kamen mehrere Autoren zu dem Schluss, dass der „wahre“ Placeboeffekt am besten dadurch ermittelt werden kann, dass man den Effekt, der sich in der Placebogruppe einer Studie zeigt, mit dem einer unbehandelten Kontrollgruppe vergleicht.
Dieser Ansatz wurde von zwei Wissenschaftlern der Universität Kopenhagen umgesetzt. Sie gingen in einer 2001 im New England Journal of Medicine erschienenen Metaanalyse der Frage nach, ob es statistische Beweise für eine Überlegenheit einer Placebobehandlung gegenüber einer Nichtbehandlung/Therapieabstinenz gibt. Bei einer Überprüfung von insgesamt 114 randomisierten Studien fanden sie keinen Beleg dafür, dass Placebos eine höhere Wirkung als therapeutischer Nihilismus erzielen. Eine drei Jahre später publizierte Untersuchung der gleichen Autoren, die weitere 52 randomisierte Studien einschloss, bestätigte diese Auffassung.
Die Auffassung der Autoren wurden aus verschiedenen Gründen kritisiert. In die Metaanalysen wurden sehr unterschiedliche Studien einbezogen. Unterscheidet man die Studien in solche, in denen periphere körperliche Parameter untersucht wurden (wie Bluthochdruck, Asthma, Hyperplasie, Analfissur, Bronchitis), und solche, in denen bio-chemische Parameter untersucht wurden, zeigt sich, dass bei den körperlichen Parametern signifikante Besserungen durch Placeboeffekte gemessen werden konnten. Dies trifft auf die Hälfte der untersuchten Studien zu. Im Gegensatz dazu führte die Placebogabe zu einer statistisch signifikanten Verschlechterung der bio-chemischen Parameter. Bei den klinischen Untersuchungen wirken Placebos nicht so stark, weil die behandelten Personen nicht wissen, ob sie eine wirkliche Behandlung oder eine vorgetäuschte Behandlung bekommen. In Studien, in denen die Patienten überzeugt sind, die wirkliche Behandlung zu bekommen (und nicht nur vielleicht), wirkt der Placeboeffekt stärker.
In einer dritten Metastudie stellten Hróbjartsson und Gøtzsche 2010 – allerdings sehr variable bzw. kleine – lindernde Auswirkungen der Placebogabe bei Schmerzen und Übelkeit fest, mit größerer Unsicherheit behaftet auch bei Phobie und Asthma. Keine statistisch signifikante Wirkung wurde bei folgenden besser beobachtbaren Symptomen bzw. Krankheiten gefunden: Rauchen, Demenz, Depression, Adipositas, Bluthochdruck, Schlaflosigkeit und bei Angstzuständen. Insgesamt wurden außerdem größere Effekte berichtet bei kleinen Studien, solchen, die gezielt Placeboeffekte untersuchten, und bei Unwissen der Patienten über eine mögliche Placebogabe.
Anderen Studien zufolge kann auch ein offenes Placebo (engl.: open-label placebo), welches offen als Placebo deklariert und unter einer Erläuterung des Hintergrundes verabreicht wird, eine positive Wirkung im Vergleich zu einer unterlassenen Behandlung erzielen.
Britische Rheumatologen haben 198 placebokontrollierte Studien mit Arthrosepatienten analysiert. 14 dieser Studien hatten eine unbehandelte Kontrollgruppe. Dies erlaubte einen metaanalytischen Vergleich zwischen Placebo- und nicht behandelten Patienten, was wiederum Aussagen über die Effektgröße von Placebo ermöglichte. Die Analysen zeigen, dass Placebo nicht nur die Schmerzen reduziert, sondern auch die selbst empfundene Gelenksteifigkeit verringert. Die Effekte sind sowohl statistisch signifikant als auch klinisch relevant. Der Placeboeffekt war besonders dann deutlich, wenn die Placebotherapie nicht als orale Medikamentengabe erfolgte, sondern mit Injektionen oder Akupunkturnadeln behandelt wurde.

## Arzneimittelmarkt
Placebos werden in Form von Dragees, Tabletten und Zäpfchen unter den Handelsnamen P-Dragees, P-Tabletten und P-Suppos vertrieben. Placebos sind apothekenpflichtig.